# Kunstjahr 1920
Liste der Kunstjahre

◄◄ | ◄ | 1916 | 1917 | 1918 | 1919 | Kunstjahr 1920 | 1921 | 1922 | 1923 | 1924 | ►

Weitere Ereignisse
Dieser Artikel behandelt das Kunstjahr 1920.

## Ereignisse

### Ausstellungen und Museen
- 30. April: Katherine S. Dreier, Man Ray und Marcel Duchamp gründen in New York City die Société Anonyme Inc. Die Gruppe organisiert zahlreiche Ausstellungen, Lesungen, Konzerte und Symposien zum Modernismus und veröffentlicht darüber zahlreiche Publikationen.

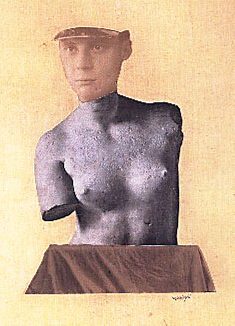
Johannes Theodor Baargeld: Typische Vertikalklitterung als Darstellung des Dada Baargeld. Diese verfremdete Venus von Milo-Darstellung wird in der Ausstellung gezeigt.

- 30. Juni bis 25. August: In der Galerie Dr. Otto Burchard in Berlin findet die Erste Internationale Dada-Messe statt. Die Messe ist mit ihren Ausstellungsobjekten eine Absage an die bürgerliche Kultur, bildet jedoch eine Dokumentation künstlerischer Kreativität, welche die Dada-Revolte freigesetzt hat, und deren Impulse die weitere Entwicklung der modernen Kunst inspirieren.

- August Heckscher gründet im Heckscher Park in Huntington auf Long Island das Heckscher Museum of Art.

### Kunsttheorie

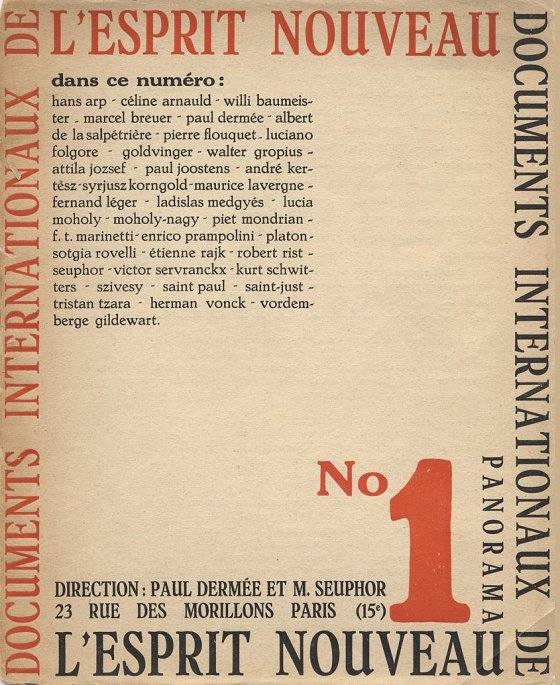
L’Esprit Nouveau, Cover der ersten Ausgabe

- Oktober: Die erste Ausgabe der Avantgarde-Zeitschrift L’Esprit Nouveau erscheint. Die von Amédée Ozenfant und Le Corbusier gemeinsam mit Paul Dermée und Michel Seuphor herausgegebene Zeitschrift hat ein breites Spektrum an Themen und Ideen. Ziel dieser Zeitschrift ist es ihre Ideen zur Malerei und Architektur in der Öffentlichkeit zu verbreiten.
- Piet Mondrian veröffentlicht sein kunsttheoretisches Hauptwerk Le Néo-Plasticisme über den Stil des Neoplastizismus im Verlag L’Effort Moderne von Léonce Rosenberg.
- Daniel-Henry Kahnweiler veröffentlicht sein erstes kunsttheoretisches Werk Der Weg zum Kubismus.

### Kunsthochschulen
- 25. November: Der Maler Paul Klee wird von Walter Gropius zunächst als Formmeister an das Bauhaus in Weimar berufen.

### Künstlergruppen
Adolf Hoffmeister, Jaroslav Seifert, Karel Teige und Vladislav Vančura gründen in Prag die avantgardistische Künstlergruppe Devětsil. Die Mitglieder widmen sich der proletarischen Kunst und dem sogenannten magischen Realismus. Die Gruppe beteiligt sich an der Organisation des künstlerischen Lebens in Böhmen und Mähren.
Hans Arp, Johannes Theodor Baargeld und Max Ernst gründen in Köln die dadaistische Gruppe Zentrale W/3, die im Februar die Zeitschrift die schammade.(dilettanten erhebt euch!) veröffentlicht. Zu den französischen Mitarbeitern gehören André Breton, Paul Éluard und Louis Aragon.

## Geboren
- 05. Januar: Heinz Fülfe, deutscher Zeichner, Puppenspieler und Bauchredner († 1994)
- 06. Januar: Jean Ipoustéguy, französischer Bildhauer († 2006)
- 14. Januar: Luc-Peter Crombé, belgischer Maler († 2005)
- 23. Januar: Gottfried Böhm, deutscher Architekt und Bildhauer († 2021)
- 30. Januar: Hasegawa Machiko, japanische Manga-Zeichnerin († 1992)

- 19. Februar: Josef Baron, deutscher Maler und Bildhauer († 2020)
- 23. Februar: Walter E. Lautenbacher, deutscher Fotograf († 2000)

- 12. März: Teofila Reich-Ranicki, polnisch-deutsche Künstlerin († 2011)
- 21. März: Rolando Arjona Amábilis, mexikanischer Maler, Bildhauer, Fotograf und Wappenkünstler († 2014)
- 24. März: René Acht, Schweizer Maler und Grafiker († 1998)

- 04. Mai: Elizabeth Shaw, irische Künstlerin († 1992)
- 08. Mai: Tom of Finland, finnischer Künstler († 1991)
- 12. Mai: Hans Gottfried von Stockhausen, deutscher Glasmaler († 2010)
- 27. Mai: Gabrielle Wittkop, französische Schriftstellerin, Künstlerin, Essayistin und Journalistin († 2002)

- 09. Juni: Sandro Angiolini, italienischer Comiczeichner und Cartoonist († 1985)
- 16. Juni: Gustav Adolf Baumm, deutscher Grafiker, Motorradkonstrukteur und -rennfahrer († 1955)

- 21. Juli: Constant Nieuwenhuys, niederländischer Künstler († 2005)

- 20. August: Lisa Dräger, deutsche Mäzenatin († 2015)
- 30. August: Harald Deilmann, deutscher Architekt und Autor († 2008)

- 24. September: Georges Addor, Schweizer Architekt († 1982)
- 28. September: Alan Davie, schottischer Maler und Musiker († 2014)

- 06. Oktober: Pietro Consagra, italienischer Bildhauer († 2005)
- 11. Oktober: Kurt H. Aufrichtig, britischer Kunsthistoriker († 1989)
- 31. Oktober: Helmut Newton, deutscher Fotograf († 2004)

- 14. November: Hans Hansen, färöischer Maler († 1970)
- 15. November: Wayne Thiebaud, US-amerikanischer Maler († 2021)

- 04. Dezember: Nadir Afonso, portugiesischer Maler († 2013)
- 18. Dezember: Enrique Grau, kolumbianischer Maler und Bildhauer († 2004)
- 18. Dezember: Ingálvur av Reyni, färöischer Maler († 2005)

## Gestorben

### Todesdatum gesichert

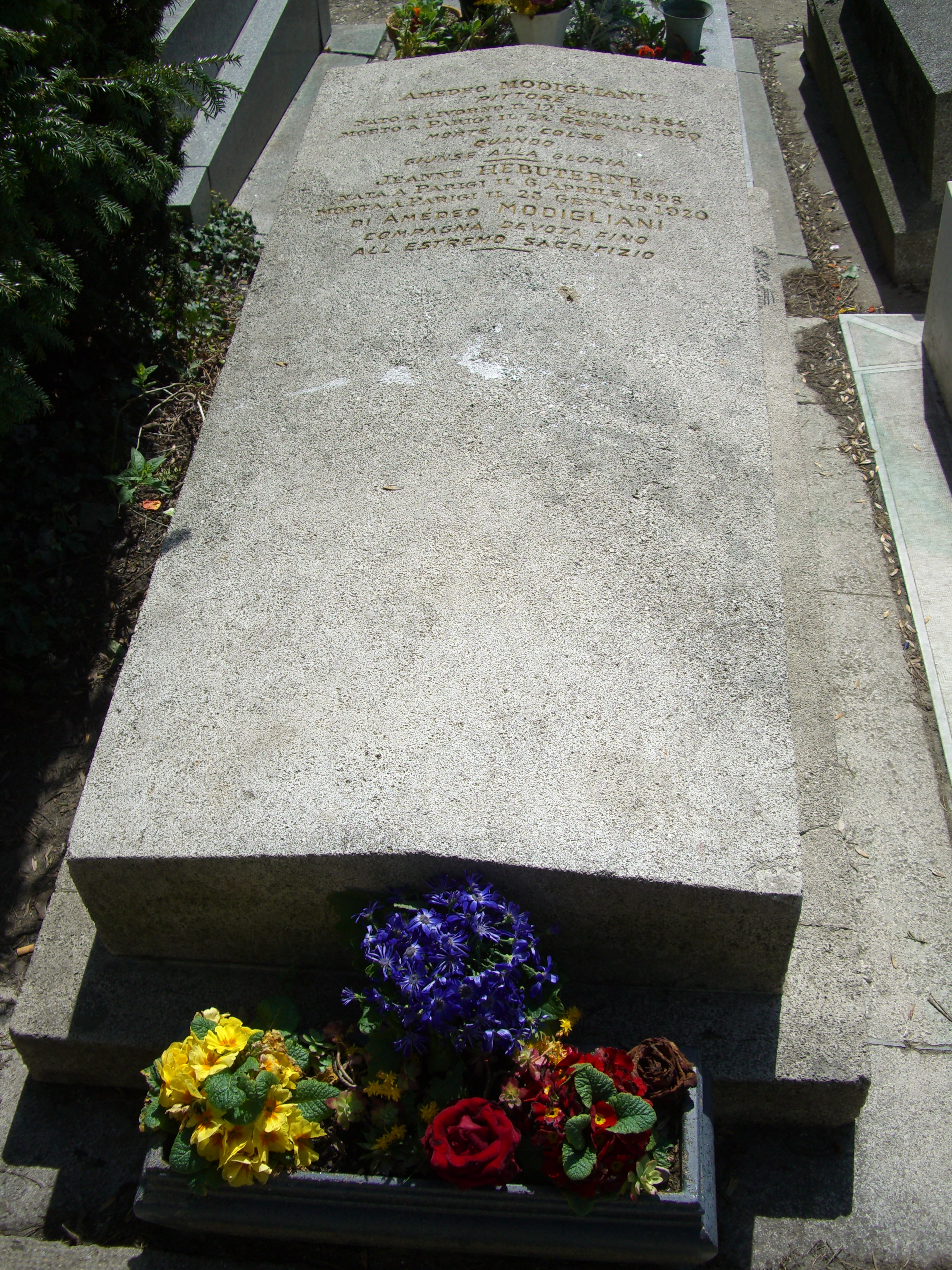
Grabstein Amedeo Modiglianis auf dem Pariser Friedhof Père-Lachaise

- 24. Januar: Amedeo Modigliani, italienischer Maler, Zeichner und Bildhauer (* 1884)
- 26. Januar: Jeanne Hébuterne, französische Malerin und Modell (* 1898)
- 03. März: Theodor Philipsen, dänischer Maler (* 1840)
- 13. März: Mary Devens, amerikanische Fotografin (* 1857)
- 04. Juli: Max Klinger, deutscher Maler, Radierer und Bildhauer (* 1857)
- 06. Juli: Max Moisel, deutscher Kartograf (* 1869)
- 14. Dezember: Otto Wilhelm Scharenberg, deutscher Architekt und Stadtbaurat (* 1851)

### Genaues Todesdatum unbekannt
- Andrés Madariaga, chilenischer Maler (* 1878)